# Idionyx montanus
Idionyx montanus – gatunek ważki z rodziny Synthemistidae. Występuje w Azji Południowo-Wschodniej – na Jawie, Sumatrze, Wyspach Mentawai, prawdopodobnie także na Półwyspie Malajskim (w części należącej do Malezji).